# چنگال (جانور)

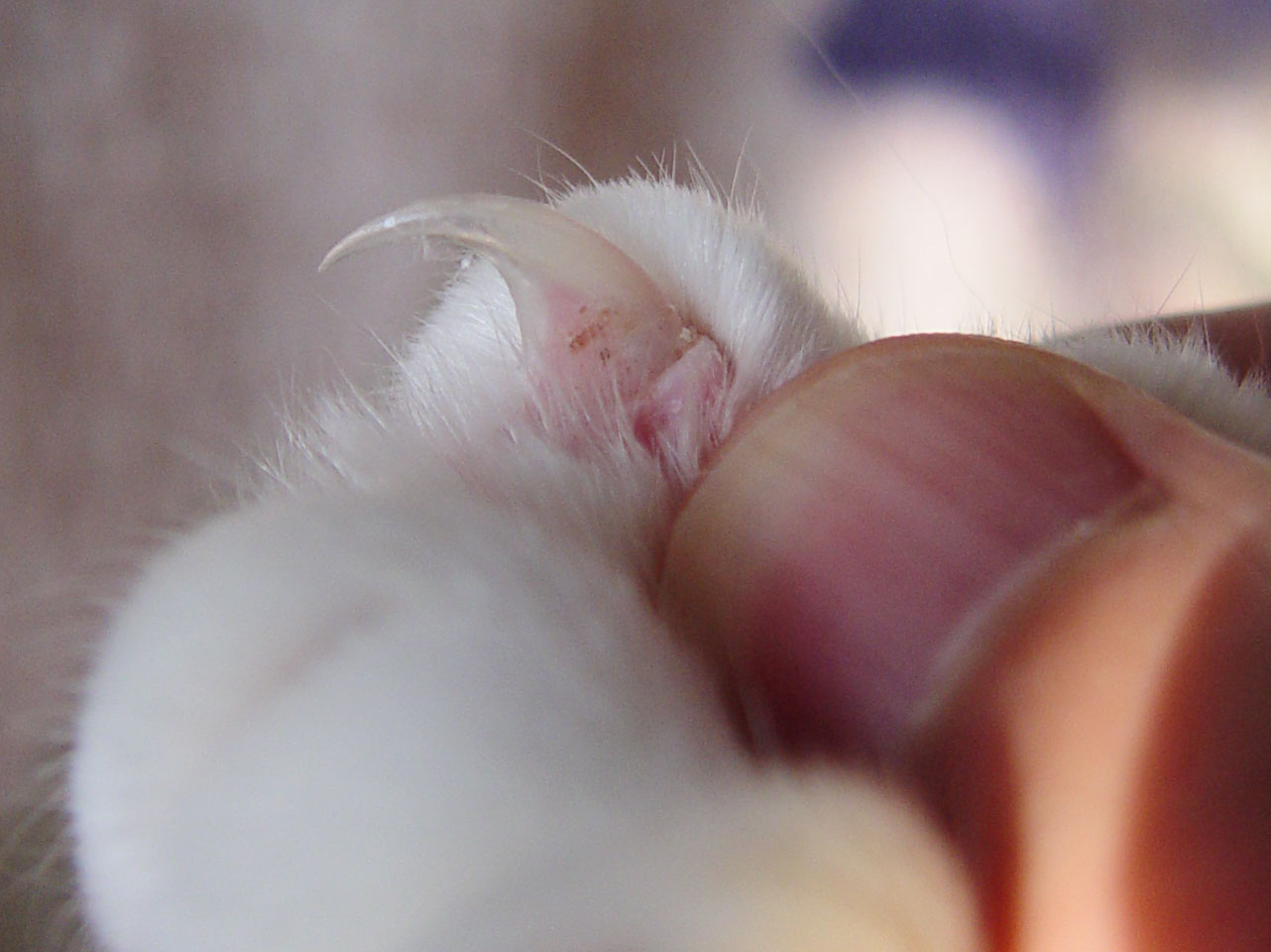
پنجول یک گربهٔ خانگی در حالت مدید (عادی)

چنگال یا پنجول (به انگلیسی: Claw)، زائده‌ای خمیده و برجسته در انتهای انگشتان دست یا پا است که در بیشتر آب‌پرده‌داران (پستانداران، خزندگان، پرندگان) دیده می‌شود. برخی از بی‌مهرگان مانند قاب‌بالان و عنکبوت‌ها نیز در انتهای ساق پا یا پای مفصلی خود؛ برای گرفتن سطح و استواری پا در هنگام راه رفتن، دارای گونه‌ای از ساختارهای ریز و درشتی هستند. انبرک‌های خرچنگ، شاه‌میگو‌ها و عقرب‌ها، که معمولاً با نام رسمی گونه‌هایشان (مثلاً شاخک عقرب) شناخته می‌شوند هم، گاهی به آن پنجه می‌گویند.
یک چنگال حقیقی از پروتئین سختی به نام کراتین ساخته شده است. ازچنگال برای گرفتن و نگه‌داشتن طعمه در پستانداران گوشت‌خوار مانند گربه‌ها و سگ‌ها استفاده می‌شود اما در این گونه‌ها و نیز دیگر گونه‌ها در موارد دیگری؛ مانند حفر کردن، بالا رفتن از درختان، دفاع از خود و نظافت نیز، استفاده می‌شود.
ضمیمه‌های مشابهی که پهن و صاف هستند و انتهای نوک گونه‌ای ندارند، در عوض ناخن نامیده می‌شوند. برجستگی‌های پنجه‌مانندی که در انتهای انگشتان شکل نمی‌گیرند اما از قسمت‌های دیگر پا بیرون زده‌اند به مناسبت مورد: اسپور، سیخ یا سیخک نامیده می‌شوند.

## چهاراندامان
در تتراپودها، پنجه‌ها از کراتین ساخته شده و از دو لایه تشکیل شده‌اند. چنگال که از الیاف کراتین عمود بر جهت رشد و در لایه‌هایی با زاویهٔ مورب تشکیل شده، لایهٔ بیرونی انگشت را سخت‌تر می‌کند. لایهٔ زیرین آن ناخنی نرم‌تر و پوسته‌پوسته است که رگه‌های آن موازی با جهت رشد است. پنجه، رو به بیرون و از ماتریس ناخن در پایه رشد می‌کند و در مسیر و بستر رشد پنجه و ناخن کلفت‌تر می‌شود. چنگال‌ها نسبت به زیرلایه‌های ناخن سریع‌تر به بیرون رشد می‌کنند تا منحنی شکل پنجه را ایجاد کنند و طرف‌های نازک‌تر پنجه سریع‌تر از وسط ضخیم‌تر خود را پوشش دهند و نقطه‌ای کم‌وبیش تیز ایجاد کنند. استفادهٔ چهاراندامان از چنگال خود به روش‌های مختلفی صورت می‌گیرد؛ معمولاً برای گرفتن یا کشتن طعمه، برای حفر و صعود و آویزان‌شدن.

## چنگک
اصطلاح صحیح علمی برای «چنگال» یک بندپا، مانند خرچنگ یا شاه‌میگو، «چله Chela» (جمع: چلی chelae) است. ساق‌هایی که چله دارند، چلیپس نامیده می‌شوند. در فارسی اصطلاح شاخک و چنگک، و گاهی انبرک نیز به‌کار می‌رود.